# نیشی‌کاوا، یاماگاتا
نیشی‌کاوا، یاماگاتا (به لاتین: Nishikawa, Yamagata) یک منطقهٔ مسکونی در ژاپن است که در Nishimurayama District واقع شده‌است. نیشی‌کاوا ۳۹۳٫۱۹ کیلومترمربع مساحت و ۵٬۵۵۴ نفر جمعیت دارد.